# مولیبدن دی‌سیلیسید
مولیبدن دی سیلیساید (به انگلیسی: Molybdenum disilicide) یک ترکیب بین فلزی با خواص ویژه‌ای نظیر مقاومت به اکسیداسیون بالا، هدایت الکتریکی و حرارتی مناسب، چگالی نسبتاً پایین و نقطه ذوب بالا می‌باشد. ترکیبی از خواص فیزیکی و مکانیکی فلزات و سرامیک‌ها را دارا است. دلیل‌این امر مربوط به ماهیت پیوند آن است. از این ماده در المان‌های کوره‌ها، لانس فلز مذاب، مشعل‌های گازی، تولید شیشه، پوشش محافظ در برابر اکسیداسیون در دمای بالا و غیره استفاده می‌شود.

## تاریخچه
مولیبدن دی سیلیساید در سال ۱۹۰۷ کشف و به عنوان یک پوشش محافظ خوردگی دما بالا برای فلزات چکش خوار مطرح شد. به دلیل رفتار اکسیداسیون بسیار عالی و البته ترد بودن این ماده، ابتدا به عنوان پوشش استفاده شد. استفاده از MoSi2 به عنوان یک هادی گرما در اتمسفرهای اکسیدی و در دماهای تا ۱۶۵۰ درجه سانتی گراد مهم‌ترین استفاده تجاری این ماده به‌شمار می‌رفت. اولین سازنده المنت حرارتی بر پایه MoSi2 توسط شرکت کنتال بوده‌است که امروزه نیزاین المنت به عنوان یکی از بهترین المنت‌های حرارتی شناخته می‌شود.

## مقدمه
امروزه در تکنولوژی‌های حرارتی مانند ساخت توربین گازی، نیاز به کاربرد موادی با دانسیته پایین، مقاومت بالا در برابر اکسیداسیون، پایداری حرارتی در دمای بالا و پایداری خواص شیمیایی، مکانیکی و فیزیکی در دمای بالا توسعه روزافزون‌یافته‌است. در همین راستا تحقیقات بسیاری در مورد مواد مختلف نظیر ترکیبات آلومنیوم – تیتانیم و آلومینیوم – نیکل صورت گرفته‌است. لیکن از آنجائیکه نقطه ذوب‌این ترکیبات پایین و در محدوده دمایی ۱۶۰۰–۱۴۰۰ درجه سانتی گراد می‌باشد کارآئی آن‌ها تا دمای ۱۲۰۰ درجه سانتی گراد محدود گردیده‌است. به منظور مقابله بااین مشکل بزرگ، محققانی از سراسر جهان تلاش‌های روافزونی را جهت جست و جو ترکیبات جدیدی که توانایی کاربرد در دمای بالا را داشته و جایگزین ترکیب‌های قبلی شوند را در پیش گرفتند که دراین راستا، در درجه حرارت‌های بالا، در حدود ۱۶۰۰–۱۰۰۰، کاندیدای اصلی در میان‌این ترکیبات، مواد سرامیکی بر پایه سیلیکون بوده‌است و آنچه در دماهای بالاتر از ۱۰۰۰ حائز اهمیت است مقاومت اکسیداسیون و خورندگی می‌باشد که دراین میان، یکی از جذاب‌ترین پیشنهادات مولیبدن‌دی‌سیلیساید بوده‌است. این ترکیب داری خواص ویژه‌ای نظیر مقاومت به اکسیداسیون بالا در دمای بالا، چگالی نسبتاً پایین، نقطه ذوب بالا، هدایت الکتریکی و حرارتی بالا است، که همین امر باعث کاربرد بسیار وسیعی در صنایع شده‌است که برخی ازاین کاربردها عبارتند از: نازل‌های موشک، توربین‌های گازی، المان‌های حرارتی کوره‌ها، مواد خاص در شیشه‌گری و غیره.

### ترکیب بین فلزی
ترکیب‌های بین فلزی گروه جالب و جدیدی از مواد هستند که این مواد به علت خواص ویژهٔ فیزیکی و مکانیکی آن‌ها موقعیتی بینابین مواد فلزی و غیرفلزی دارند، این گسترهٔ خواص، علاقه پژوهشگران و کاربران مواد در سراسر دنیا را برانگیخته است. ترکیب‌های بین فلزی عنوانی مختصر، کوتاه برای ترکیب‌ها و فازهای بین فلزی است. طبق‌یک تعریف ساده ترکیب‌های بین فلزی، ترکیب‌هایی از فلزات هستند که ساختارهای بلوری آن‌ها با فلزات تشکیل دهنده آن‌ها متفاوت است که در نتیجه فازهای بین فلزی و آلیاژهای منظم را شامل می‌شوند. طی چندین سال اخیر، ترکیب‌های بین فلزی به دلیل کاربردهای آن‌ها در دمای بالا، در علم و تکنولوژی مواد مورد توجه بسیاری قرار گرفته‌است و هنوز هم به‌طور فزاینده‌ای مورد توجه هستند و انتظار می‌رود گروه جدیدی از مواد سازه‌ای براساس ترکیب‌های بین فلزی بوجود آید. در گذشته از ترکیب‌های بین فلزی از آغاز تاریخ متالوررژی کاربرد داشته‌اند. این قبیل ترکیب‌های بین فلزی پیامد سیستم‌های آلیاژی مورد استفاده با دمای ذوب پایین بوده‌اند، استفاده از آن بر سختی و مقاومت سایشی عالی ترکیب‌های بین فلزی به همراه خواص فلزی خود متکی بوده‌اند. البته در قدیم کاربردهای تزئینی متفاوتی نیز داشته‌اند. در حقیقت فعالیت‌های متنوعی در آغاز دهه پنجاه به منظور آشکار کردن نیروی بلقوهٔ بین فلزات برای کاربردهای سازه‌ای آغاز شد. اما مشکلات مرتفع نشدهٔ مربوط به تردی آن‌ها، مانع گسترش بیش تر مواد مربوط شده و بنابراین فعالیت‌های مختلف در دهه ۶۰ به تدریج کم رنگ شد.
یکی از تبعات این فعالیت‌ها، ظهور المنت‌های حرارتی برقی براساس ترکیب مولیبدن دی سیلیسید بود و پیدایش آن‌ها بر رفتار شیمیایی این فاز یعنی مقاومت به اکسایش زیاد در دماهای خیلی بالا تکیه داشت. باید توجه کرد که مولیبدن دی سیلیساید مذکور درحالت مرزی بین فلزات است، زیرا سیلیسم فلز نیست بلکه یک نیمه‌هادی محسوب می‌گردد. معلوم شده‌است که ترکیب سیلیسیم با فلزات، ترکیب‌هایی با خواص فلزی مانند مولیبدن دی سیلیسید می‌سازد. همچنین ترکیب‌هایی با خواص نیمه رسانایی ایجاد می‌کند. به عبارت دیگر سیلیسیدها شاخص گذر از ترکیب‌های بین فلزی به ترکیب‌های فلزی و غیرفلزی هستند. بااین وجود سیلیسیدها معمولاً به دلیل شباهت‌های فراوان با فلزات در گروه بین فلزات قرار می‌گیرند.

## خواص فیزیکی

### ساختار بلوری
مولیبدن دی سیلیسیاید در دمای محیط دارای ساختار تتراگونال C11b بوده که بلوری با نظم پردامنه و متشکل از سه شبکه bcc بوده که در جهت محور C به هم فشرده می‌باشند. دراین ساختار اتم‌های Mo و Si به طوریک در میان قرار گرفته‌اند و گروه فضایی 14mmm MoSi2 با Mo در محل‌های 2a و Si در محل‌های 4e می‌باشد و موقعیت قرارگیری‌این اتم‌ها دراین ساختاربه صورت زیر است:

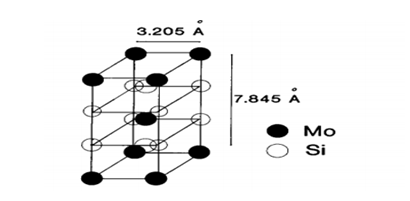
ساختار تتراگونال مولیبدن دی سیلیساید

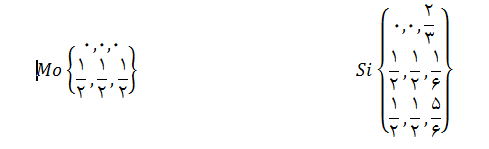
موقعیت قرارگیری اتم‌های مولیبدن و سیلیسیم

### خواص ساختاری
پیوندهای MoSi2 اساساً فلزی است ولی به دلیل غلظت بالای اتم‌های Si گرایش به سمت پیوندهای کووالانسی بین اتم‌های Si مجاور هم وجود دارد. ماهیت فلزی MoSi2 بوسیله اندازه‌گیری‌های دقیق رسانای الکتریکی تأیید شده‌است و تردی و خستگی بالای آن به ماهیت سرامیکی آن که ناشی از پیوندهای کووالانسی بین اتم‌های Si است، نسبت داده می‌شود.

## خواص شیمیایی

### اکسیداسیون معمولی
خواص اکسیداسیون MoSi2 برای اولین بار در اوایل دهه ۱۹۰۰ مورد مطالعه قرار گرفت؛ زیرا مقاومت عالی MoSi2 باعث شده که‌این ترکیب در اوایل دهه ۱۹۵۰ به عنوان المنت حرارتی در کوره‌های دما بالا مورد استفاده قرار گیرد. مقاومت عالی MoSi2 نشات گرفته از تشکیل لایه محافظ قوی SiO2 است که باعث می‌شود ترکیب MoSi2 در محیط‌های اکسیدی مقاومت بالایی از خود نشان دهد.
علیرغم مقاومت به اکسیداسیون مولیبدن دی سیلیسید در دمای بالا، این ماده در دماهای پایین (۶۰۰–۴۰۰ درجه سانتی گراد) با سرعت بسیار زیادی اکسید می‌شود که باعث فروپاشی نمونه به صورت پودر می‌گردد. این پدیده برای اولین بار در سال ۱۹۵۵ توسط فیتنر کشف و به نام "Pest oxidation" نامگذاری شد. از آن پس محققان بسیاری درصدد آمدند تا به چگونگی رفتار و شرایط محیطی که در آن پدیده فوق رخ می‌دهد پی ببرند. برخی محققین با استناد به نتایج تحقیقات خود اظهار داشتند که ماهیت مخرب این نوع اکسیداسیون ناشی از نفوذ بین دانه ای عناصر گازی (بخصصوص اکسیژن و نیتروژن)، توأم با ترد شدن مرزدانه‌ها باشد. برخی دیگر، این نوع اکسیداسیون را به دلیل وجود تنش‌های ایجاد شده در حین انجماد نمونه می‌دانستند.

### اکسیداسیون مخرب
علیرغم مقاومت به اکسیداسیون دی سیلیید مولیبدن در دمای بالا، این ماده در دماهای پایین ۶۰۰–۴۰۰ با سرعت بسیار زیادی اکسید می‌شود که باعث فروپاشی نمونه به صورت پودر میگردد. این پدیده اولین بار در سال ۱۹۹۹ توسط فیتزر کشف و بنام اکسیداسیون مخرب نامگذاری شد. از آن پس محققان بسیاری در سدد برآمدند تا به چگونگی رفتار و شرایط محیطی که در آن پدیده فوق رخ می‌دهد پی ببرند. برخی محققین با استناد به نتایج تحقیقات خود اظهار داشتند که ماهیت مخرب این نوع اکسیداسیون ناشی از نفوذ بین دانه ای عناصر گازی (بخصوص اکسیژن و نیتروژن)، همراه با ترد شدن مرز دانه‌ها می‌باشد. برخی دیگر، این نوع اکسیداسیون را به دلیل وجود تنشهای ایجاد شده در حین انجماد نمونه میدانستند. تحقیقات بعدی، اکسیداسیون مخرب را به صورت یک حمله به مرزدانه‌ها توصیف نمود که طی آن دانهها توسط محصولات اکسیداسیون از یکدیگرجدا میشوند. همچنین ذکر گردید که اکسیداسیون غالباً در تخلخلهای موجود انجام گرفته و شکست ناشی از این اکسیداسیون نیز، حاصل فشار ایجاد شده به دلیل رشد محصولات اکسیدی در این حفرات و کانالها می‌باشد. در سال ۱۹۹۲، محققی بنام برزتیس و همکارانش رفتار اکسایشی سه نوع (تک کریستال، پلی کریستال تولید شده به روش ذوب الکتریکی و پلی کریستال تولید شده به روش (HIP را در محدودهی دمای C°۱۴۰۰–۵۰۰ مطالعه نمودند. آنها دریافتند که اکسیداسیون در تابعی از شرایط تولید آن بوده و این پدیده ناشی از تشکیل اکسید مولیبدن در میکروترکها می‌باشد[۱۲]. در تحقیقی مشابه که بطورهمزمان توسط مکامی انجام پذیرفت به نقش ترکیب شیمیایی، مرز دانه‌ها و فازها و نیز عیوب فیزیکی موجود در نمونه، در اکسیداسیون و شکست اشاره شد. وی دریافت که پدیده Pest در حین انتقال اکسیژن از طریق ترکها و تخلخلها به درون نمونه که منجر به تشکیل و می‌شود، اتفاق میافتد و تنشهای درونی ایجاد شده ناشی از تشکیل موجب فروپاشی نمونه به صورت پودر میگردد. تحقیقات بعدی نشان داد که اکسیداسیون Pest در شامل هر دو مرمحله جوانه زنی و رشد میباشد. ابتدا واکنش در مناطق پرانرژی مانند مرز دانه‌ها، ترکها و لبه‌های نمونه انجام گرفته و سپس به درون نمونه انتشار مییابد. مطالعات بر روی رفتار اکسایشی توسط مدلهای ترمودینامیکی و سینتیکی مثخص کرد که در دماهای پایین شرایط برای اکسیداسیون Mo و Siفراهم بوده و محصول اکسیدی متشکل از و میباشد. تشکیل با تغییر حجم بالا همراه خواهد بود که موجب گسستگی در لایه شده و ادامه نفوذ اکسیژن و خوردگیرا به همراه خواهد داشت.

## خواص مکانیکی

### چقرمگی شکست
افزودن ۲ درصد وزنی کربن به نمونه MoSi2 باعث بهبود در چقرمگی شکست آن در محدوده دمایی ۸۰۰ تا ۱۴۰۰ درجه سانتی گراد می‌گردد. در حالیکه چقرمگی شکست نمونه MoSi2 عاری از کربن با افزایش دما کاهش می‌یابد. نوع شکست برای بهبود چقرمگی شکست بسیار حائز اهمیت است چرا که نوع شکست در نمونه عاری از کربن بین دانه ای بوده که به شکست میان دانه ای در حضور کربن تغییر می‌کند. علت این تغییر حذف فاز زمینه سیلیسی در اثر واکنش با کربن می‌باشد. در کامپوزیتهای MoSi2-ZrO2 با افزایش کسر حجمی ZrO2 میزان چقرمگی به‌طور یکنواخت افزایش مییابد. این کامپوزیتها حاوی ذرات جزئی پایدار شده ZrO2 میباشند که دارای ساختار کریستالی تتراگونال شبهپایدار است. در همسایگی میدان تنشی نوک ترک، ساختار تتراگونال به ساختار کریستالی مونوکلینیک تبدیل شده که با افزایش حجمی به میزان ۴٪ همراه است. استحاله فازی تحریک شده توط ترک، باعص ایجاد تنشهای ریزساختاری فشاری شده که از نوک ترک در مقابل تنشهای کششی خارجی محافظت می‌کند.

### استحکام و چکش‌خواری
مشکل اصلی کاربرد MoSi2 خصوصیات مکانیکی آن است؛ زیرا دمای تبدیل تردی به نرمی (BDTT)این ماده حدود °C ۱۰۰۰ است. در دمای پایین (زیر °1000c) استحکام آن پایین بوده و دارای شکت ترد می‌باشد. در دمای بالا (بالای °۱۰۰۰c) استحکام این ترکیب تحت تأثیر جریان پلاستیکی است. MoSi2 یک ترکیب بین فلزی است چون پیوند اتمها، مخلوط فلزی کوالانتی می‌باشد[۱۵].
به دلیل اینکه MoSi2 یک ماده مفید در کاربردهای دما بالا است، لازم است که این ترکیب در دماهای پایین (زیر °۱۰۰۰c) سخت باشد. همزمان در دماهای بالا استحکام خوبی داشته باشد. مطالعات روی تک کریستال نشان داده‌است که کریستالهای در حال رشد دارای دانسیته پایینی از نابجاییها هستند.کامپوزیتهای در دمای بالای BDTT(°۱۰۰۰c) داکتیلیته خوبی دارند. داکتیلیته اینکامپوزیتها دردماهای بالا حداقل در حد داکتیلیته ترکیبات سرامیکی است. مطالمات انجام گرفته روی تغییر شکل تککریستال وWSi2 نشان دادهاست که استحکام این ترکیبات در دماهای بالا (°1500c–۱۰۰۰) بسیار خوب است. استحکام  در جهت کریستالوگرافی ۱۰۰ بسیار بیشتر از سایر جهات است. می‌توان استحکام پلی کریستال سیلیسیدها را به میزان زیادی با کنترل بافت کریستالی، بر اساس فرایند کارگرم بهبود بخشید. اضافه کردن ۲٪ وزنی کربن به از تشکیل SiO2 در مرزدانه‌های جلوگیری نموده، سختی ویکرز را افزایش میدهد.

### خزش
MoSi2 در c°۱۲۰۰ به‌طور یکپارچه با سرعتی حدود دو برابر ویسکرهای SiC دچار خزش می‌شود. حضور مقدار مشخصی SiC سرعت خزش در این کامپوزیتها را کاهش می‌دهد. انرژی اکتیواسیون ظاهری برای MoSi2 خالص ۴۳۰ است و MoSi2 کامپوزیتی، حدود ۵۹۰ است که این مورد مشابه انرژی اکتیواسیون در کامپوزیت Si3N4 است. این مقدار انرژیهای اکتیواسیون بیشتر از انرژی لازم برای نفوذ سیلیسیم در شبکه MoSi2 میباشد. با وجود اینکه چنین انرژیهای اکتیواسیون بالایی در مواد دیگری مثل کامپوزیتهای زمینه فلزی و آلیاژهای پراکنده سخت شده مشاهده شده‌است، اما مکانیزم لغزش در این مواد هنوز مشخص نیست. در این موارد فرایند خزش میتواند از روی لغزش مرزدانهها و حرکت نابجاییها و مکانیزم صعود در فشارهای بالاتر تاتیر بپذیرد و در فشارهای پایین لغزش مرزدانه، فرایند غالب برای خزش است.

## کاربردها
مواد پایه MoSi2 کاربردهای زیادی در صنعت دارد که از دلایل عمده آن خواص مکانیکی مطلوب در دمای بالا، هدایت الکتریکی و مقاومت به اکسیداسیون و خوردگی این ترکیب می‌باشد.

### المان‌های حرارتی
یکی از مهم‌ترین کاربردهای مولیبدن دیسیلیساید در کورهها میباشد که به عنوان المنتهای حرارتی مورد استفاد قرار میگیرند. المنتهای گرمایشی مولیبدن دیسیلیساید می‌تواند برای دمای حداکثر °1800c، در کوره‌های برقی مورد استفاده در آزمایشگاه و در تولید شیشه، فولاد، الکترونیک، سرامیک و در عملیات حرارتی مواد استفاده شود. در حالی که این المنتها شکننده هستند، آنها میتوانند بدون خزش و با قدرت بالا کار کنند و مقاومت الکتریکی آنها با زمان افزایش نمییابد. این المنت‌ها به دلیل قابلیت دستیابی سریع به درجه حرارت بالا و حفظ این درجه حرارت از پرکاربردترینها میباشند. علیرغم ظاهر مقاوم، آنها مادهای شکننده و شیشهای با مقاومت در برابر شوک مکانیکی کم هستند. در این المنت‌ها اصولاً هسته مولیبدن با شیشه کوارتز پوشیده میشود. با نزدیک شدن به حداکثر دما، اینالمنت‌ها تقریباً مایع میشوند و سطح شیشه با اکسیژن در اتمسفرهوا واکنش میدهد تا یک پوشش جدید از شیشه محافظ را روی سطح عنصر تشکیل دهد. حداکثر دمای این نوع المنت‌ها همیشه °100c بالاتر از حداکثر دمای کوره است، بنابراین به عنوان مثال ما در کورههای °1700c از المنتهای °1800c درجه استفاده می‌کنیم. عملکرد این المنت‌ها در اتمسفرهای خنثی نیازمند استفاده از یک المنت با درجه حرارت بالاتر (به عنوان مثال °1800c برای عملکرد °1600c در آرگون)، یا محدودیت در حداکثر دمای کارکرد کوره برای انطباق با محدودیت‌های المنت میباشد. بسیاری از متغیرها بر عمر المنتها تأثیر میگذارند به عنوان مثال، به کاربردن این المنتها در یک اتمسفر کاهش دهنده یا چرخههای سریع گرمایشی و سرمایشی برایسلامتی المنتها خطرناک است. سایر مواد سرامیکی که برای المنتهای گرمایش استفاده میشود عبارتند از: کاربید سیلیکون، تیتانات باریم و مواد کامپوزیتی تیتانات سرب. ترکیباث به مدت طولانی برای المنتهای حرارتی در کوره استفاده میشد مثل اخیراً مؤسسه کانتال توانسته یکسوپر المنت حرارتی پایدار در°1900c در هوا و محیط اکسید کننده تولید کند. این سوپر المنت یک محلول جامد از می‌باشد. مشکل اصلی المنتهای پایه حرارتی شکست ترد آنها است که باعث میشود جابجایی آنها مشکل باشد و خزش در دمای بالا وجود داشته باشد. این امر باعث تغییر شکل المنت میشود و کاربرد آنها را در دمای بالا دچار مشکل میکند. عمر این المنتها با توجه به دو موضوع بالا به طراحی کوره بستگی دارد. المنتهای حاضرUشکل هستند و کاربرد آنها به صورت عمودی باعث ایجاد محددیتهایی در خصوصیات مکانیکی آنها می‌شود. با آلیاژسازی و کاربرد کامپوزیتها میتوان مقاومت به خزش و تافنسشکست مواد با پایه را بهبود داد که این بهبودسازی باعث بهبود عمر المنتهای کوره و افزایش انعطاف‌پذیری در طراحی کوره‌ها میشود.

### مشعل‌های گازی صنعتی
در مشعل‌های گازی صنعتی، هدف استفاده از مخلوط اکسیژن – گاز طبیعی بجای هوا – گاز طبیعی است تا میزان پخش NOx در محیط کاهش می‌یابد. چون هنگام استفاده از اکسیژن – گاز طبیعی دما بالا است، نیاز است که مواد جدیدی برای این مشعل‌ها طراحی شود تا در این محیط مقاومت داشته باشند. مطالعات نشان داده‌است برای مشعل‌های گازی، روش پاشش پلاسما تولید می‌شود.

### موتورهای دیزلی
مؤسسه تحقیق و توسعه شرکت تویوتا کامپوزیت MoSi2-Si3N4 را برای کاربرد در موتورهای دیزلی طراحی کرده‌است. حدود ۴۰٪-۳۰ این کامپوزیت را MoSi2 تشکیل می‌دهد و فاز زمینه Si3N4 است. این کامپوزیت در خصوصیت مجزا دارد. اول اینکه مقاومت بالایی در محیط سوخت دیزلی دارند. دوم اینکه سریع تر دمای آن بالا رفته و در نتیجه موتور دیزلی سریع تر شروع به کار می‌کند.

### لانس هاتی فلزات مذاب
در بعضی از عملیات ریخته‌گری نیاز به گازهایی می‌باشد که به درون فلزات مذاب تزریق شوند. لوله‌های میکرو لمنت کامپوزیتی MoSi2-Al2O3 توسط اسپری پلاسما تولید می‌شوند. این لوله‌ها به عنوان لانس‌های گازی درون مذاب آلیاژهای آلومنیوم در دمای ۷۲۵ درجه سانتی گراد و مس در دمای ۱۲۰۰ درجه سانتی گراد مورد آزمایش قرار گرفتند.

### تولید مولیبدن دیسیلیساید
معمولاً سیلیسیدها توسط فرایند ذوب قوسی یا سیلیسیده کردن پودرهای مولیبدن تولید میشوند. این فرایندها انرژی بسیار زیادی مصرف میکنند و برای اینکه محصول بدست آمده دارای کیفیت مطلوب باشد زمان همگن سازی زیادی مورد نیاز می‌باشد. نقطه ذوب بالای موجب می‌شود تا نتوان از روشهای رایج ذوب استفاده کرد. به هنگام ذوب قوسی از دست رفتن سیلیسیم میتواند موجب شکلگیری فازهای نامطلوب گردد. به علاوه پودر سیلیسیدهایی که توسط این روشها بدست میآیند دارای اکسیژن بالا وناخالصی‌های دیگری هستند که برای کاربردهای ساختمانی در دماهای بالا و ساخت ابزارهای میکروالکترونیکی مناسب نمیباشند. برای تولید با میزان اکسیژن پایین، تلاشهای بسیاری انجام شده‌است.